# Antikommunism i Sverige

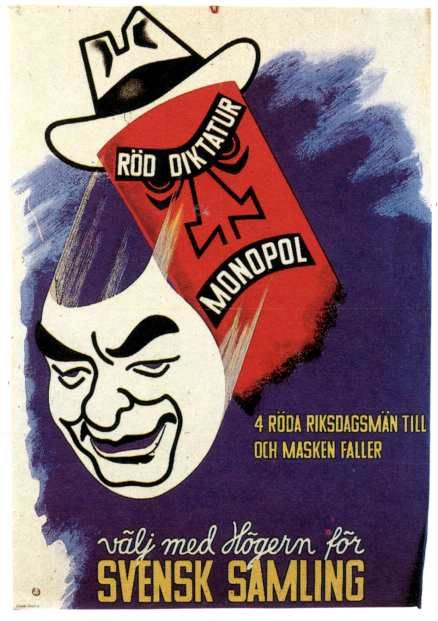
En antikommunistisk affisch från Andrakammarvalet i Sverige 1928.

Antikommunism i Sverige har funnits lika länge som kommunismen. Både statliga organ och en rad icke-statliga organisationer har, huvudsakligen under kalla kriget använt sig av skarpt antikommunistisk retorik och ägnat sig åt antikommunistiska aktiviteter.

## Statlig antikommunism
I Sverige ägde vissa förföljelser av kommunister under andra världskriget, då vissa kommunister, syndikalister och vänstersinnade socialdemokrater internerades bland annat i Storsien norr om Kalix. Interneringen ägde formellt rum som inkallelse till tjänstgöring vid fältarbetstrupperna, interneringslägren benämndes arbetskompanier och interneringsperioden varade endast så länge motsvarande årsklass var inkallad till beredskapstjänstgöring.
Även under kalla kriget diskriminerades personer med påstådda kommunistiska sympatier genom att vissa arbetsgivare upprättade hemliga listor med namn på kända kommunister. Dessa svartlistade arbetare kunde inte få jobb på känsliga arbeten. Det antagligen mest kända exemplet på statlig antikommunism i Sverige är 1970-talets så kallade IB-affär, där svenska kommunister och vänstersympatisörers politiska åsikter registrerades av Informationsbyrån (IB).

## Icke-statlig antikommunism

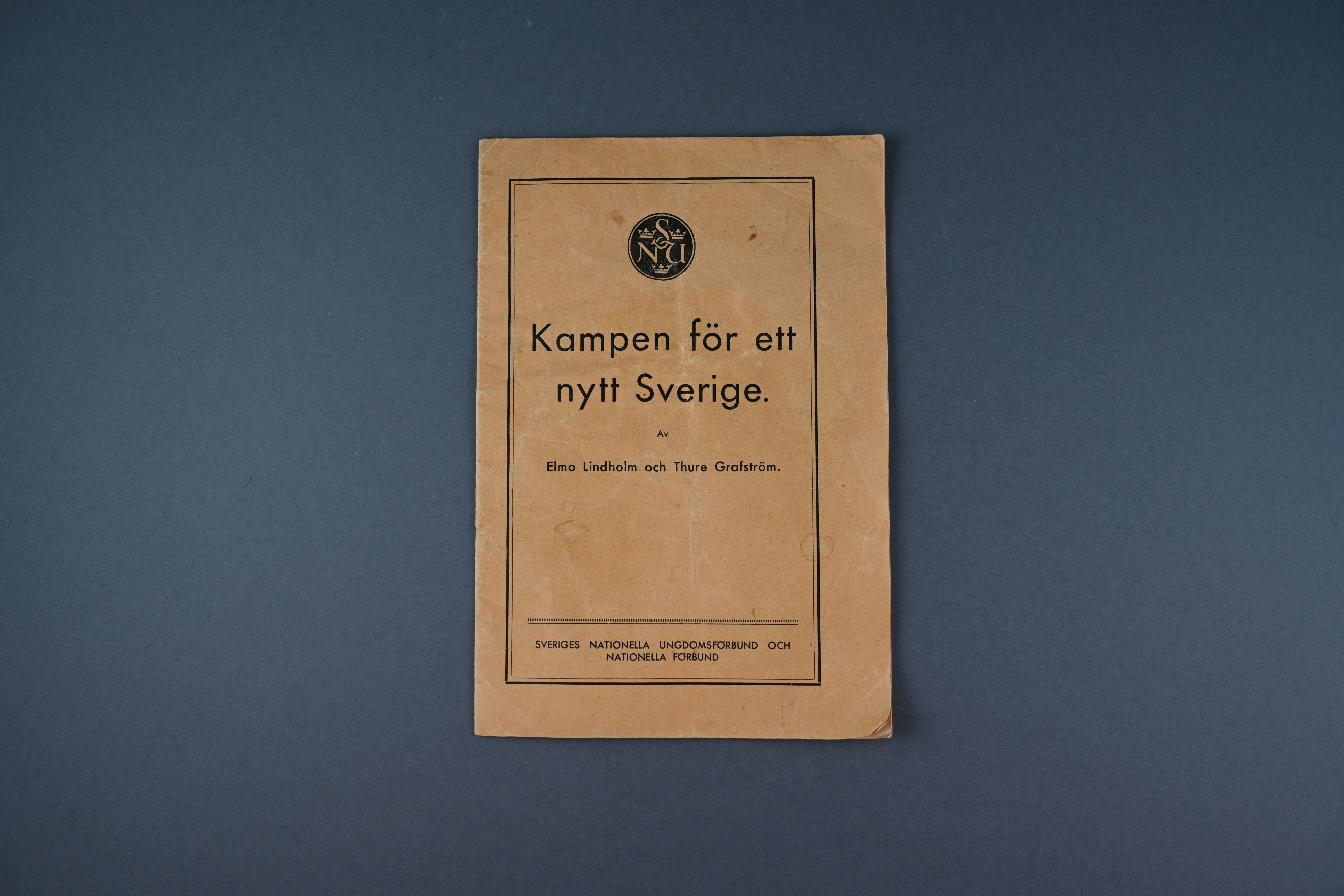
Broschyr från Sveriges nationella ungdomsförbund och nationella förbund (SNU & SNF) med titeln 'Kampen för ett nytt Sverige', tryckt 1934, vilken uppmanar till kamp mot socialism, kommunism och ekonomisk liberalism för att istället främja nationell samling.

En första uppmärksammade antikommunistiska organisationerna i Sverige var den så kallade Ryssligan, som bildades efter Oktoberrevolutionen av ryska emigranter. Under våren och sommaren 1919 mördade organisationen ett antal påstådda bolsjevikagenter i Stockholmsområdet. Ligans ledare, Mohammed Beck Hadjetlaché, blev den siste personen att dömas till döden i Sverige (domen verkställdes dock aldrig). En av de tidigaste inhemska antikommunistiska organisationerna i Sverige var Munckska kåren, en frikår bildad 1927 i syfte att värna Sverige mot ett potentiellt kommunistiskt maktövertagande.
Under andra världskriget kännetecknades den antikommunistiska rörelsen av högerextremism och nazism, med grupper som Svensk Socialistisk Samling och Sveriges Nationella Förbund blandade sin kritik av kommunismen med antisemitism. Även det tidigare kommunistiska Socialistiska partiet gjorde en helomvändning och blev skarpa antikommunister. Efter krigsslutet förde de antikommunistiska partierna i fråga en tynande tillvaro. Bland de antikommunistiska organisationer som fanns kvar vid 1940-talets slut märks SNF och Nysvenska rörelsen. Bägge organisationerna lämnade den parlamentariska politiken och fortsatte som intresseorganisationer.

### Efter andra världskriget
Under 1970- och 80-talen fanns det återigen en stark antikommunistisk rörelse i Sverige, med organisationer såsom Demokratisk Allians och stiftelsen Contra. Det fanns även en antikommunistisk press där två tongivande tidskrifter var Operation Sverige och Argument för frihet och rätt. Från slutet av 1970-talet och framåt samarbetade flera av organisationerna genom den svenska sektionen av World Anti-Communist League (WACL). I likhet med WACL drog den antikommunistiska rörelsen i Sverige inte bara till sig liberala motståndare till kommunismen, utan även betydande högerextrema element. Vissa personkopplingar fanns också till de överlevande organisationerna från 1940-talet, bland annat var SNF under en tid anslutna till WACL, och Nysvenska rörelsens Göran Englund bidrog till Operation Sverige. Förutom de inhemska organisationerna var Sverige också bas för flera antikommunistiska baltiska exilorganisationer, däribland Baltiska kommittén och Daugavas Vanagi.

### Efter kalla kriget
Efter kalla krigets slut övergav Vänsterpartiet sin kommunistiska ideologi för att bli ett mer renodlat demokratiskt socialistiskt parti. Skiftningen innebar att det inte fanns något betydande kommunistiskt parti i den svenska politiken, och de få kvarvarande antikommunistiska organisationerna upplöstes i samband med detta. Majoriteten av de baltiska exilorganisationernas svenska avdelningar upplöstes sedan de baltiska staterna återfått sin självständighet. Under 2000-talet har det framförallt varit tidskriften Contra som kunnat betecknas som renodlat antikommunistisk, medan andra grupper såsom Anti-AFA blandade sin antikommunism med nazism.

## Antikommunism som säkerhetsrisk
Samtidigt som den svenska staten registrerade kommunister under andra världskriget och efterkrigstiden övervakade man även antikommunistiska organisationer. Främst berörde övervakningen nazistiska eller på annat sätt högerextrema organisationer med en agenda utöver antikommunismen i sig, men även Demokratisk Allians och dess medlemmar fanns upptagna i Säpos register för personalkontroll 1973 till 1993. Antikommunister figurerade även i utredningen kring Palmemordet, då bland andra Demokratisk Allians före detta ledare Anders Larsson riktat uttalade mordhot mot statsministern. Bland uppmärksammade antikommunistiska terrorbrott i Sverige kan nämnas attentatet mot Norrskensflamman 1940, Demokratisk Allians brandattentat mot DFFG:s tryckeri 1970, och mordet på Björn Söderberg 1999.